# فهرست فرودگاه‌های جزایر ویرجین ایالات متحده آمریکا
این فهرست شامل فهرست فرودگاه‌های جزایر ویرجین ایالات متحده است که بر اساس گروه، نوع و مکان آن‌ها مرتب شده‌اند.

## فرودگاه‌ها
این فهرست شامل اطلاعات زیر می‌باشد:
- شهر خدمت‌رسانی - شهری که عموماً به فرودگاه نسبت داده می‌شود و به آن نام در اداره هوانوردی فدرال ثبت شده است. این شهر همیشه مکان واقعی فرودگاه نیست چراکه برخی از این فرودگاه ها در شهرک‌هایی خارج از شهر اصلی خدمت‌رسانی خود واقع شده‌اند. این فهرست ٬ همه ی شهر های سرویس داده شده را دربر نمی‌گیرد. این شهرها را می توان در نوشتار مربوط به هر فرودگاه یافت.
- FAA - شناسه موقعیت فرودگاه بر پایه اطلاعات اداره هوانوردی فدرال (FAA).
- IATA - شماره اختصاص‌داده‌شده به فرودگاه توسط انجمن بین‌المللی حمل و نقل هوایی (IATA). مواردی که این شناسه با شناسه مورد استفادهٔ اداره هوانوردی فدرال هماهنگ نیستند پررنگ شده‌اند.
- ICAO - نشان‌گر موقعیت اختصاص‌داده‌شده توسط سازمان بین‌المللی هوانوردی غیرنظامی (ایکائو).
- نام فرودگاه - نام رسمی فرودگاه.مواردی که به صورت پررنگ نشان داده شده‌اند بیانگر این هستند که فرودگاه برای شرکت‌های هواپیمایی تجاری ٬ خدمات زمان‌بندی‌شده ارائه می‌کند.
- کاربری (Role) - یکی از موارد چهارگانه دسته‌بندی فرودگاهی اداره هوانوردی فدرال٬ که طبق گزارش ارائه‌شده در طرح ملی سامانه‌های فرودگاهی یک‌پارچه (NPIAS) ٬ بین سال‌های ۲۰۰۹-۲۰۱۳ شامل موارد زیر است:
  - P: خدمات تجاری - دست‌اول (Primary) که شامل فرودگاه‌های دولتی‌ای است که خدمات مسافربری منظم ارائه می‌کنند و سالانه به بیش از ۱۰ هزار مسافر خدمات می‌دهند.

فرودگاه‌های دست‌اول توسط اداره هوانوردی فدرال به مراکز اصلی زیر طبقه‌بندی شده‌اند:
- -     - L: مرکز بزرگ که ۱% از کل مسافرت‌های هوایی ایالات متحده آمریکا (در طی یک سال) را دربرمی‌گیرد.
    - M: مرکز متوسط که برای ۰٫۲۵% از کل مسافرت‌های هوایی ایالات متحده آمریکا (در طی یک سال) در نظر گرفته شده‌است.
    - S: مرکز کوچک که برای ۰٫۰۵% تا ۰٫۲۵% از کل مسافرت‌های هوایی ایالات متحده آمریکا (در طی یک سال) در نظر گرفته شده‌است.
    - N: مرکز نیست که برای کمتر از ۰٫۰۵% از کل مسافرت‌های هوایی ایالات متحده آمریکا (در طی یک سال) در نظر گرفته شده‌است.

  - CS: خدمات تجاری - غیر دست‌اول که شامل فرودگاه‌های دولتی‌ای است که سالیانه حداقل به ۲۵۰۰ مسافر خدمات می‌دهند.
  - R: فرودگاه‌های کمکی که توسط اداره هوانوردی فدرال برای کاهش فشار بر فرودگاه‌های بزرگ و نیز افزایش دسترسی جامعه به خدمات هوایی ایجاد شده‌اند.
  - GA : فرودگاه‌های اختصاص یافته به هوانوردی عمومی ٬ که بیشترین تعداد از فرودگاه‌های آمریکا را دربر می‌گیرند.
- Enpl - تعداد مسافرت‌های انجام شده در فرودگاه در طی سال ۲۰۰۸ (بر اساس آمار اداره هوانوردی فدرال)
- Airspace - دستهٔ (کلاس) حریم هوایی درنظرگرفته‌شده برای آن فرودگاه.(مقادیر داده‌شده در پرانتز بیانگر این هستند که فرودگاه در حریم هوایی یک فرودگاه دیگر واقع شده است و نیز آن حریم هوایی را نشان می‌دهند) به طور کلی ٬ فرودگاه‌های دستهٔ B شلوغ‌ترین فرودگاه‌ها هستند و بعد از آن‌ها به ترتیب دسته‌های C ٬ D ٬ E و G قرار دارند.

| شهر                      | شناسه موقعیت | یاتا | ایکائو | نام فرودگاه                                       | کاربری | Enpl.   |
| ------------------------ | ------------ | ---- | ------ | ------------------------------------------------- | ------ | ------- |
|                          |              |      |        | فرودگاه‌های مهم و تجاری                            |        |         |
| شارلوت آمالی، St. Thomas | STT          | STT  | TIST   | فرودگاه سیرل گری کینگ                             | P-S    | 593,589 |
| Christiansted, St. Croix | STX          | STX  | TISX   | فرودگاه هنری ئی. رولسن                            | P-N    | 169,665 |
|                          |              |      |        | Notable Private-Use Airports                      |        |         |
| شارلوت آمالی, St. Thomas | VI22         | SPB  |        | پایگاه آب‌نشین شارلوت آمالی هاربر (St. Thomas SPB) |        | 68,552  |
| Christiansted, St. Croix | VI32         | SSB  |        | پایگاه آب‌نشین چریستیانستد هاربر                   |        | 68,642  |

Scheduled commercial service is available at both seaplane bases from سیبورن ایرلاینز.